# Such a beautiful affair
「Such a beautiful affair」（サッチ・ア・ビューティフル・アフェアー）は、神谷浩史の楽曲。神谷の3枚目のシングルとして2012年10月31日にKiramuneから発売された。

## 概要
前作「虹色蝶々」から約1年6ヶ月ぶりのリリースとなるシングル。販売形態はこれまで同様豪華盤と通常盤の2種リリースで、前者には表題曲のPVを収めたDVDが同梱されている。PVは「薄暗い秘密基地で遊んでるイメージ」と「服のままシャワーを浴びる」というコンセプトのため、東京のアメリカ的なハウススタジオで撮影された。また、ディスクジャケットでは「大人な雰囲気」を意識している。

## チャート成績
11月12日付週間シングルで2.2万枚を売り上げ、初登場5位を獲得。同時に「For myself」の週間6位、初動売上約1.9万枚を更新し、自身初となるオリコンTOP5入を果たした。

## 収録曲
1. Such a beautiful affair [4:48]
作詞：こだまさおり、作曲・編曲：黒須克彦
神谷曰く「自由に体を動かせるダンスチューン」[1]。予め1番のみの仮歌として書かれ、それ以降は後日制作された。ちなみに神谷は本レコーディングまでDメロの存在を知らなかったため驚いたという[5]。
2. イイカンジ [3:42]
作詞：松村龍二、作曲：岡本健介、編曲：増田武史
「身近な出来事」をテーマとした楽曲[5]。表題曲する事も検討されていたが、作風が今までを踏襲しすぎていたため、方向性を変えた「Such a beautiful affair」が選ばれた[6]。
3. エンジェルマン [5:05]
作詞：只野菜摘、作曲・編曲：野井洋児
ニーチェをテーマとした哲学的な楽曲[1]。

DVD（初回限定盤のみ）
1. Such a beautiful affair Music Clip
2. TRAILER

## 収録アルバム
| 曲名                    | アルバム     | 発売日        |
| ----------------------- | ------------ | ------------- |
| Such a beautiful affair | 『ハレイロ』 | 2013年4月10日 |